# Villa-seminario Barbarigo
La Villa-Seminario Barbarigo è stato il Seminario minore di Clusone, dal 1934 fino agli anni 60. Diventata Villa Barbarigo è la sede di due Istituti di Scuola Superiore: l'Istituto d'Istruzione Superiore "Andrea Fantoni" e l'Istituto CFP Alberghiero.  

## Storia
L'ex seminario minore di Clusone è denominato Villa Barbarigo in onore di san Gregorio Barbarigo, vescovo di Bergamo dal 1657 al 1664. Voluto dalla Diocesi di Bergamo come residenza estiva per gli aspiranti al sacerdozio che frequentavano il Seminario di Bergamo, divenne poi nel 1934 anche sede del Ginnasio inferiore e seminario minorile per gli scolari delle ultime due classi elementari e delle cinque successive, ospitando sino a trecento persone, tra gli alunni, professori insegnanti e addetti ai servizi. I terreni su cui sorge furono acquistati negli anni 1920 dall’arciprete di Clusone monsignor Attilio Plebani, su richiesta del vescovo Luigi Maria Marelli e con l’opera di monsignor Adriano Bernareggi. 
Venne inaugurato il 29 ottobre 1934 con una solenne cerimonia a cui presero parte autorità ecclesiastiche e civili, oltre che le rappresentanze degli altri seminari della Lombardia. La benedizione del nuovo edificio fu impartita dal cardinal Ildefonso Schuster, arcivescovo di Milano, affiancato dai vescovi Merelli e Bernareggi e da numerosi prelati, tra cui monsignor Angelo Roncalli (futuro papa), monsignor Gustavo Testa (divenuto poi vescovo), monsignor Attilio Plebani (arciprete di Clusone). 
La funzione educativa del seminario continuò fino agli anni '70. A Clusone i seminaristi godevano di un ambiente funzionale e confortevole con servizi adeguati alle esigenze, sia nel periodo scolastico che nella stagione estiva. Esclusi i permessi per il ritorno in famiglia, uscivano dal seminario per effettuare passeggiate nei dintorni accompagnati dagli educatori (i prefetti) e per partecipare alle funzioni religiose più importanti celebrate nella parrocchia di Clusone, comprese le processioni. 
La popolazione clusonese accedeva invece al seminario in occasione dell'annuale Accademia (recita di canti e poesie) fissata per la Festa dell'Immacolata, l'8 dicembre, e per la partecipazione alla messa della notte di Natale, unica celebrazione nella zona.
Il primo rettore del seminario fu don Marco Farina. Nel 1944 gli successe don Giovanni Stefano Baronchelli, nel 1951 don Bruno Foresti, nel 1967 don Giuseppe Cesani (pro-rettore), nel 1970 don Gianni Carminati (pro-rettore).
Il numero degli aspiranti al sacerdozio, notevolmente diminuito negli anni '70, portò alla chiusura della struttura da parte della diocesi. Nel 1973 la proprietà venne alienata e fu acquistata dall'Amministrazione provinciale di Bergamo per farne un polo scolastico superiore, funzione tuttora attiva. 

### Il periodo della guerra
Nella storia del seminario di Clusone si ricordano dei fatti salienti avvenuti nel periodo della Seconda guerra mondiale:
- la requisizione, sia pure parziale, tra il luglio 1944 e l’aprile 1945, dell'ambiente da parte delle autorità civili per ospitare una colonia di bambini italiani;
- l'ospitalità, verso fine febbraio 1945, a un comando di 60 soldati tedeschi, con 600 prigionieri russi;
- l'episodio di maggior rilievo è quello relativo alla giornata del 27 aprile 1945, quando avvenne all'interno del seminario lo scontro tra l'attiva formazione partigiana di Rovetta e i tedeschi, arroccati tra le mura del seminario stesso[1].

## Architettura
All'edificazione, su progetto dell’architetto Giulio Paleni, parteciparono ben quattro ditte (Oberti - Gritti, Quarti – Remondi) che ultimarono i lavori in tempi rapidissimi (dal giugno 1933 all'ottobre 1934), utilizzando anche manodopera locale. 
Ubicato in felice posizione tra il verde dei prati, ai piedi del monte Cimiero, in luogo riparato dai venti e ben esposto al sole, il complesso (costato poco più di 2 milioni di lire) risultò degno di ammirazione per la sobria eleganza delle linee, per l’ampiezza e luminosità dei locali interni e per l’amenità del paesaggio circostante.
Gli ambienti sono 80, distribuiti su 4 piani; comprendono aule scolastiche, sale, appartamenti per i superiori, otto dormitori, bagni, infermeria, lavanderia, guardaroba e una palestra. Sono collegati da corridoi ariosi e ben illuminati: intorno vasti cortili, campi da gioco, prato e bosco. Una casetta adiacente al fabbricato ospitava la famiglia di un contadino che allevava mucche e animali da cortile e coltivava un orto fornendo prodotti freschi per il consumo alimentare interno.
L’ingresso principale dell’edificio è posto al primo piano alla base del campanile, elemento architettonico centrale che si innalza tra le due ali simmetriche; si affaccia su una monumentale balconata circolare a cui si accede da una doppia gradinata in pietra ed è in corrispondenza con l’entrata della cappella alla quale fu dedicata, all’epoca della costruzione, una cura particolare. 
La chiesetta (ora è un auditorium) ricca di marmi e decorazioni a mosaico, presentava nel centro dell’abside un altare a mensa rivolto verso i fedeli (novità assoluta nella diocesi, per l’epoca) e un tabernacolo d’argento, sospeso al baldacchino con una colomba eucaristica sovrastante. Fu dotata di arredi ed elementi sacri in stile antico, offerti da anonimi benefattori e di un organo della ditta Balbiani.